# Jim Courier
James Spencer «Jim» Courier (Sanford, Florida, 17 d'agost de 1970) és un extennista professional estatunidenc que arribà al número 1 mundial el 1992. Després de la seva retirada va exercir com a comentarista per Nine i analista de tennis per Tennis Channel i Prime Video Sport.
En el seu palmarès destaquen quatre títols de Grand Slam individuals, dos Roland Garros i dos Open d'Austràlia d'un total de set finals disputades. Va esdevenir el tennista més jove en disputar les finals dels quatre torneigs de Grand Slam apunt de complir els 23 anys. Va formar part de l'equip estatunidenc de Copa Davis en moltes ocasions i va col·laborar en la consecució dels títols de 1992 i 1995. Posteriorment també va ser nomenat capità de l'equip estatunidenc l'any 2010.

## Biografia
De jove va destacar en diversos esports però arribat el moment es va decidir pel tennis perquè era l'esport on es podia veure realment el seu talent. Va entrar a la Nick Bollettieri Tennis Academy per millorar els seus entrenaments i va sobresortir en els seus resultats en categoria júnior.
Després de la seva retirada com a jugador va iniciar la seva trajectòria com a analista i comentarista per diversos canals com Tennis Channel, USA Network, NBC Sports, TNT, ITV, Sky Sports, Seven Network i Nine Networks.
L'any 2004 va fundar l'empresa InsideOut Sport & Entertainment, situada a Nova York i dedicada a la producció d'esdeveniments esportius. També va fundar l'organització Courier's Kids per donar suport a programes de tennis per infants de Florida.
L'any 2010 es va casar amb Susanna Lingman, amb qui va tenir dos fills.

## Torneigs de Grand Slam

### Individual: 7 (4−3)
| Resultat  | Núm. | Any  | Torneig               | Oponent        | Marcador                 |
| --------- | ---- | ---- | --------------------- | -------------- | ------------------------ |
| Guanyador | 1.   | 1991 | Roland Garros         | Andre Agassi   | 3−6, 6−4, 2−6, 6−1, 6−4  |
| Finalista | 1.   | 1991 | US Open               | Stefan Edberg  | 2−6, 4−6, 0−6            |
| Guanyador | 2.   | 1992 | Obert d'Austràlia     | Stefan Edberg  | 6−3, 3−6, 6−4, 6−2       |
| Guanyador | 3.   | 1992 | Roland Garros (2)     | Petr Korda     | 7−5, 6−2, 6−1            |
| Guanyador | 4.   | 1993 | Obert d'Austràlia (2) | Stefan Edberg  | 2−6, 1−6, 6−2, 5−7       |
| Finalista | 2.   | 1993 | Roland Garros         | Sergi Bruguera | 4−6, 6−2, 2−6, 6−3, 3−6  |
| Finalista | 3.   | 1993 | Wimbledon             | Pete Sampras   | 6−7(3), 6−7(6), 6−3, 3−6 |

## Palmarès

### Individual: 36 (23−13)
| Llegenda (pre/post 2009)                                 |
| -------------------------------------------------------- |
| Grand Slams (4−3)                                        |
| Tennis Masters Cup / ATP Finals (0−2)                    |
| ATP Masters Series / ATP World Tour Masters 1000 (5−0)   |
| ATP International Series Gold / ATP World Tour 500 (5−3) |
| ATP International Series / ATP World Tour 250 (9−5)      |

| Títols per superfície |
| --------------------- |
| Dura (17−6)           |
| Gespa (0−1)           |
| Terra batuda (5−2)    |
| Moqueta (1−4)         |

| Resultat  | Núm. | Data                   | Torneig                                | Superfície   | Oponent             | Marcador                          |
| --------- | ---- | ---------------------- | -------------------------------------- | ------------ | ------------------- | --------------------------------- |
| Guanyador | 1.   | 3 d'octubre de 1989    | Basilea, Suïssa                        | Dura         | Stefan Edberg       | 7−6(6), 3−6, 2−6, 6−0, 7−5        |
| Guanyador | 2.   | 4 de març de 1991      | Indian Wells, Estats Units             | Dura         | Guy Forget          | 4−6, 6−3, 4−6, 6−3, 7−6(4)        |
| Guanyador | 3.   | 15 de març de 1991     | Miami, Estats Units                    | Dura         | David Wheaton       | 4−6, 6−3, 6−4                     |
| Guanyador | 4.   | 27 de maig de 1991     | Roland Garros, França                  | Terra batuda | Andre Agassi        | 3−6, 6−4, 2−6, 6−1, 6−4           |
| Finalista | 1.   | 8 de setembre de 1991  | US Open, Estats Units                  | Dura         | Stefan Edberg       | 2−6, 4−6, 0−6                     |
| Finalista | 2.   | 17 de novembre de 1991 | ATP Championships, Frankfurt, Alemanya | Moqueta (i)  | Pete Sampras        | 6−3, 6−7(5), 3−6, 4−6             |
| Guanyador | 5.   | 26 de gener de 1992    | Open d'Austràlia, Austràlia            | Dura         | Stefan Edberg       | 6−3, 3−6, 6−4, 6−2                |
| Finalista | 3.   | 9 de febrer de 1992    | San Francisco, Estats Units            | Dura (i)     | Michael Chang       | 3−6, 3−6                          |
| Finalista | 4.   | 16 de febrer de 1992   | Brussel·les, Bèlgica                   | Moqueta (i)  | Boris Becker        | 7−6(5), 6−2, 6−7(10), 6−7(5), 5−7 |
| Guanyador | 6.   | 6 d'abril de 1992      | Tòquio, Japó                           | Dura         | Richard Krajicek    | 6−4, 6−4, 7−6(3)                  |
| Guanyador | 7.   | 13 d'abril de 1992     | Hong Kong, Hong Kong                   | Dura         | Michael Chang       | 7−5, 6−3                          |
| Guanyador | 8.   | 11 de maig de 1992     | Roma, Itàlia                           | Terra batuda | Carles Costa        | 7−6(3), 6−0, 6−4                  |
| Guanyador | 9.   | 25 de maig de 1992     | Roland Garros (2)                      | Terra batuda | Petr Korda          | 7−5, 6−2, 6−1                     |
| Finalista | 5.   | 17 d'agost de 1992     | Indianapolis, Estats Units             | Dura         | Pete Sampras        | 4−6, 4−6                          |
| Finalista | 6.   | 16 de novembre de 1992 | ATP Championships, Frankfurt (2)       | Moqueta (i)  | Boris Becker        | 4−6, 3−6, 5−7                     |
| Guanyador | 10.  | 18 de gener de 1993    | Open d'Austràlia (2)                   | Dura         | Stefan Edberg       | 6−2, 6−1, 2−6, 7−5                |
| Guanyador | 11.  | 8 de febrer de 1993    | Memphis, Estats Units                  | Dura (i)     | Todd Martin         | 5−7, 7−6(4), 7−6(4)               |
| Guanyador | 12.  | 1 de març de 1993      | Indian Wells (2)                       | Dura         | Wayne Ferreira      | 6−3, 6−3, 6−1                     |
| Finalista | 7.   | 12 d'abril de 1993     | Hong Kong                              | Dura         | Pete Sampras        | 3−6, 7−6(1), 6−7(2)               |
| Guanyador | 13.  | 10 de maig de 1993     | Roma (2)                               | Terra batuda | Goran Ivanišević    | 6−1, 6−2, 6−2                     |
| Finalista | 8.   | 24 de maig de 1993     | Roland Garros                          | Terra batuda | Sergi Bruguera      | 4−6, 6−2, 2−6, 6−3, 3−6           |
| Finalista | 9.   | 21 de juny de 1993     | Wimbledon, Regne Unit                  | Gespa        | Pete Sampras        | 6−7(3), 6−7(6), 6−3, 3−6          |
| Guanyador | 14.  | 16 d'agost de 1993     | Indianapolis                           | Dura         | Boris Becker        | 7−5, 6−3                          |
| Finalista | 10.  | 11 d'abril de 1994     | Niça, França                           | Terra batuda | Alberto Berasategui | 4−6, 2−6                          |
| Finalista | 11.  | 17 d'octubre de 1994   | Lió, França                            | Moqueta (i)  | Marc Rosset         | 4−6, 6−7(2)                       |
| Guanyador | 15.  | 2 de gener de 1995     | Adelaida, Austràlia                    | Dura         | Arnaud Boetsch      | 6−2, 7−5                          |
| Guanyador | 16.  | 27 de febrer de 1995   | Scottsdale, Estats Units               | Dura         | Mark Philippoussis  | 7−6(2), 6−4                       |
| Guanyador | 17.  | 10 d'abril de 1995     | Tòquio (2)                             | Dura         | Andre Agassi        | 6−3, 6−4                          |
| Guanyador | 18.  | 25 de setembre de 1995 | Basilea (2)                            | Dura (i)     | Jan Siemerink       | 6−7(2), 7−6(5), 5−7, 6−2, 7−5     |
| Finalista | 12.  | 2 d'octubre de 1995    | Tolosa, França                         | Dura (i)     | Arnaud Boetsch      | 4−6, 7−6(5), 0−6                  |
| Guanyador | 19.  | 26 de febrer de 1996   | Filadèlfia, Estats Units               | Moqueta (i)  | Chris Woodruff      | 6−4, 6−3                          |
| Guanyador | 20.  | 30 de setembre de 1997 | Doha, Qatar                            | Dura         | Tim Henman          | 7−5, 6−7(5), 6−2                  |
| Guanyador | 21.  | 21 de juliol de 1997   | Los Angeles, Estats Units              | Dura         | Thomas Enqvist      | 6−4, 6−4                          |
| Guanyador | 22.  | 29 de setembre de 1997 | Pequín, Xina                           | Dura (i)     | Magnus Gustafsson   | 7−6(10), 3−6, 6−3                 |
| Guanyador | 23.  | 20 d'abril de 1998     | Orlando, Estats Units                  | Terra batuda | Michael Chang       | 7−5, 3−6, 7−5                     |
| Finalista | 13.  | 15 de febrer de 1999   | Memphis                                | Dura (i)     | Tommy Haas          | 4−6, 1−6                          |

#### Períodes com a número 1
| Núm. | Predecessor   | Dates                   | Successor     | Setmanes | Acumulat |
| ---- | ------------- | ----------------------- | ------------- | -------- | -------- |
| 1.   | Stefan Edberg | 10/02/1992 − 22/03/1992 | Stefan Edberg | 6        | 6        |
| 2.   | Stefan Edberg | 13/04/1992 − 13/09/1992 | Stefan Edberg | 22       | 28       |
| 3.   | Stefan Edberg | 05/10/1992 − 11/04/1993 | Pete Sampras  | 27       | 55       |
| 4.   | Pete Sampras  | 23/08/1993 − 12/09/1993 | Pete Sampras  | 3        | 58       |

### Dobles masculins: 11 (6−5)
| Llegenda (pre/post 2009)                                 |
| -------------------------------------------------------- |
| Grand Slams (0−0)                                        |
| Tennis Masters Cup / ATP Finals (0−0)                    |
| ATP Masters Series / ATP World Tour Masters 1000 (4−1)   |
| ATP International Series Gold / ATP World Tour 500 (0−1) |
| ATP International Series / ATP World Tour 250 (2−3)      |

| Títols per superfície |
| --------------------- |
| Dura (3−2)            |
| Gespa (0−0)           |
| Terra batuda (3−3)    |

| Resultat  | Núm. | Data                | Torneig                    | Superfície   | Parella           | Oponents                         | Marcador      |
| --------- | ---- | ------------------- | -------------------------- | ------------ | ----------------- | -------------------------------- | ------------- |
| Finalista | 1.   | 7 de maig de 1989   | Forest Hills, Estats Units | Terra batuda | Pete Sampras      | Rick Leach Jim Pugh              | 4−6, 2−6      |
| Guanyador | 1.   | 21 de maig de 1989  | Roma, Itàlia               | Terra batuda | Pete Sampras      | Danilo Marcelino Mauro Menezes   | 6−4, 6−3      |
| Guanyador | 2.   | 14 de maig de 1990  | Hamburg, Alemanya          | Terra batuda | Sergi Bruguera    | Udo Riglewski Michael Stich      | 7−6, 6−2      |
| Finalista | 2.   | 13 de maig de 1990  | Roma                       | Terra batuda | Martin Davis      | Sergio Casal Emilio Sánchez      | 6−7, 5−7      |
| Guanyador | 3.   | 16 de març de 1991  | Indian Wells, Estats Units | Dura         | Javier Sánchez    | Guy Forget Henri Leconte         | 7−6, 3−6, 6−3 |
| Guanyador | 4.   | 1 d'agost de 1993   | Mont-real, Canadà          | Dura         | Mark Knowles      | Glenn Michibata David Pate       | 6−4, 7−6      |
| Finalista | 3.   | 10 d'abril de 1994  | Barcelona, Espanya         | Terra batuda | Javier Sánchez    | Ievgueni Kàfelnikov David Rikl   | 7−5, 1−6, 4−6 |
| Guanyador | 5.   | 9 de gener de 1995  | Adelaida, Austràlia        | Dura         | Patrick Rafter    | Byron Black Grant Connell        | 7−6, 6−4      |
| Finalista | 4.   | 5 d'octubre de 1997 | Pequín, Xina               | Dura (i)     | Alex O'Brien      | Mahesh Bhupathi Leander Paes     | 5−7, 6−7      |
| Finalista | 5.   | 11 de gener de 1999 | Adelaida                   | Dura         | Patrick Galbraith | Gustavo Kuerten Nicolás Lapentti | 4−6, 4−6      |
| Guanyador | 6.   | 26 d'abril de 1999  | Orlando, Estats Units      | Terra batuda | Todd Woodbridge   | Bob Bryan Mike Bryan             | 7−6(4), 6−4   |

### Equips: 2 (2−0)
| Resultat  | Núm. | Data                    | Torneig                              | Superfície       | Equip                                    | Oponents                                                               | Marcador |
| --------- | ---- | ----------------------- | ------------------------------------ | ---------------- | ---------------------------------------- | ---------------------------------------------------------------------- | -------- |
| Guanyador | 1.   | 4−6 de desembre de 1992 | Copa Davis, Fort Worth, Estats Units | Dura (i)         | Andre Agassi John McEnroe Pete Sampras   | Thierry Grin Jakob Hlasek Claudio Mezzadri Marc Rosset                 | 3−1      |
| Guanyador | 2.   | 1−3 de desembre de 1995 | Copa Davis, Moscou, Rússia (2)       | Terra batuda (i) | Todd Martin Richey Reneberg Pete Sampras | Andrei Chesnokov Ievgueni Kàfelnikov Andrei Olhovskiy Alexander Volkov | 3−2      |

## Trajectòria

### Individual
| Open d'Austràlia | A   | A     | A           | 2R          | 4R          | G     | G           | SF          | QF          | QF    | 4R          | A           | 3R          | 1R  | 2 / 10    | 35−8      |
| Roland Garros | A   | A     | 4R          | 4R          | G           | G     | F           | SF          | 4R          | QF    | 1R          | 2R          | 2R          | A   | 2 / 11    | 40−9      |
| Wimbledon | A   | A     | 1R          | 3R          | QF          | 3R    | F           | 2R          | 2R          | 1R    | 1R          | 1R          | 4R          | A   | 0 / 11    | 19−11     |
| US Open | A   | 2R    | 3R          | 2R          | F           | SF    | 4R          | 2R          | SF          | A     | 1R          | A           | 1R          | A   | 0 / 10    | 24−10     |
| Jocs Olímpics | NC  | A     | No celebrat | No celebrat | No celebrat | 3R    | No celebrat | No celebrat | No celebrat | A     | No celebrat | No celebrat | No celebrat | A   | 0 / 1     | 2–1       |
| Tennis Masters Cup | A   | A     | A           | A           | F           | F     | RR          | A           | RR          | A     | A           | A           | A           | A   | 0 / 4     | 7−9       |
| Total Victòries−Derrotes                                                                                                   | 0−2 | 21−15 | 29−18       | 42−22       | 58−20       | 69−18 | 58−17       | 47−19       | 61−22       | 28−17 | 37−19       | 21−22       | 31−21       | 4−5 | 506 − 237 | 506 − 237 |
| Rànquing a final d'any | 346 | 43    | 24          | 25          | 2           | 1     | 3           | 13          | 8           | 26    | 21          | 77          | 32          | 290 |           |           |
| Llegenda: G: Guanyador; F: Finalista; SF: Semifinalista; QF: Quarts de final; Q: Qualificació; A: Absent; RR: Round Robin; |     |       |             |             |             |       |             |             |             |       |             |             |             |     |           |           |

### Dobles masculins
| Open d'Austràlia | A   | A           | 1R          | A           | A   | 0 / 1    | 0 − 1    |
| Roland Garros | A   | 2R          | A           | A           | A   | 0 / 1    | 1 − 1    |
| Wimbledon | A   | 3R          | 2R          | 3R          | A   | 0 / 3    | 5 − 3    |
| US Open | A   | 1R          | 1R          | A           | A   | 0 / 2    | 0 − 2    |
| Jocs Olímpics | A   | No celebrat | No celebrat | No celebrat | 2R  | 0 / 1    | 1 – 1    |
| Total Victòries−Derrotes                                                                                                   | 3−5 | 25−17       | 20−15       | 16−8        | 5−5 | 122 − 96 | 122 − 96 |
| Rànquing a final d'any | 307 | 21          | 40          | 64          | 246 |          |          |
| Llegenda: G: Guanyador; F: Finalista; SF: Semifinalista; QF: Quarts de final; Q: Qualificació; A: Absent; RR: Round Robin; |     |             |             |             |     |          |          |